# 庞沙图拉 (路易斯安那州)
庞沙图拉（英語：Ponchatoula），是美国路易斯安那州下属的一座城市。根据2010年美国人口普查，该市有人口6,559人。建置上，属于“city”。